# Amtsgericht Lübeck

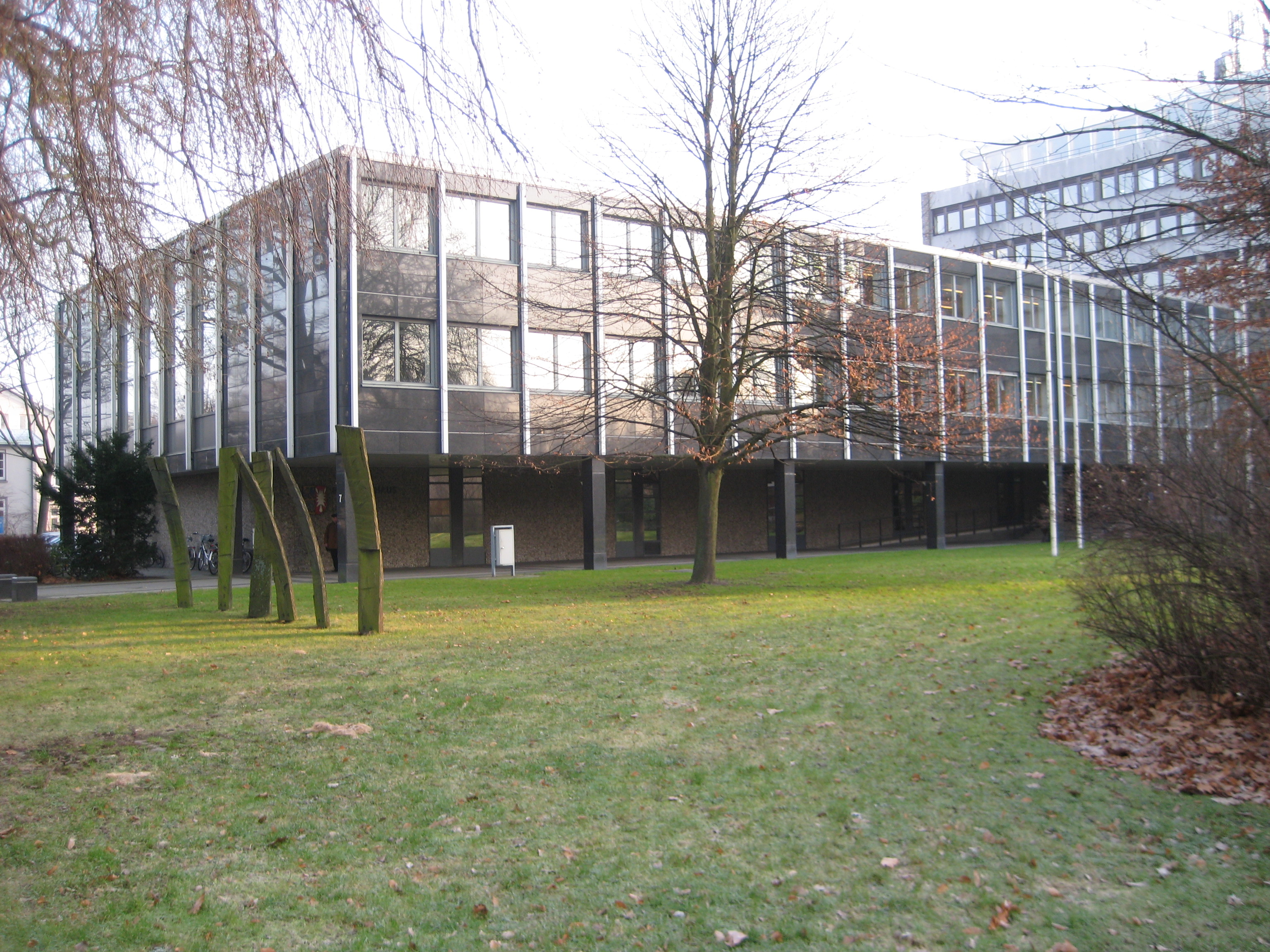
Lübecker Gerichtshaus, Gebäude des Amtsgerichts Lübeck

Das Amtsgericht Lübeck ist ein deutsches Gericht der ordentlichen Gerichtsbarkeit. Es ist eines von 22 Amtsgerichten des Landes Schleswig-Holstein.

## Gerichtssitz und -bezirk

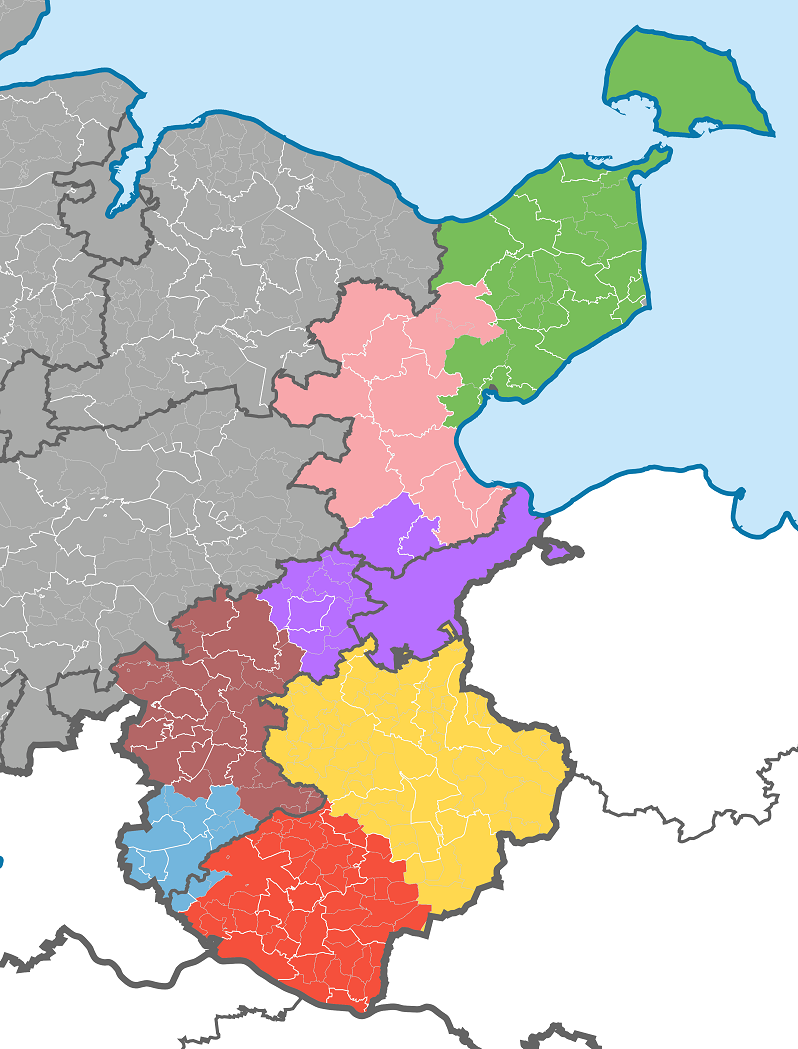
Gerichtsbezirke der dem LG Lübeck nachgeordneten Amtsgerichte
AG Oldenburg in Holstein
AG Eutin
AG Lübeck
AG Ahrensburg
AG Ratzeburg
AG Reinbek
AG Schwarzenbek

Das Gericht hat seinen Sitz in der Hansestadt Lübeck.
Der Gerichtsbezirk umfasst das Gebiet der folgenden Städte und Gemeinden.
| - Badendorf, - Bad Schwartau, - Barnitz, - Feldhorst, - Hamberge, - Heidekamp, - Heilshoop, - Klein Wesenberg, | - Lübeck, - Mönkhagen, - Rehhorst, - Reinfeld, - Stockelsdorf, - Wesenberg, - Westerau und - Zarpen |

Bis 2008 gehörten zum Gerichtsbezirk Groß Grönau und Krummesse. Seither gehört Groß Grönau zum Bezirk des Amtsgerichts Ratzeburg. Der Lübecker Ortsteil von Krummesse als Teil von Lübeck-St. Jürgen blieb im Lübecker Gerichtsbezirk. Der zum Amt Berkenthin gehörende Teil Krummesses ging in die Zuständigkeit des Amtsgerichts Ratzeburg über.
Zentrales Mahngericht auch für den Gerichtsbezirk Lübeck ist seit 2006 das Amtsgericht Schleswig.

## Leitung
Beim Amtsgericht Lübeck handelt es sich um ein Präsidialgericht, was bedeutet, dass die Leitung anstatt durch einen Direktor durch einen Präsidenten erfolgt. Präsident des Amtsgerichts ist seit 1. Januar 2016 Carsten Löbbert als Nachfolger von Dirk Stojan, der Ende September 2015 in den Ruhestand gegangen war.

## Gerichtsgebäude
Das Gericht ist aufgrund von seit dem 1. August 2017 andauernden Sanierungsarbeiten am Lübecker Gerichtshaus Am Burgfeld 7 auf drei weitere Außenstellen verteilt. Das Registergericht, das für den gesamten Bezirk des Landgerichts Lübeck zuständig ist, befindet sich unter der Anschrift Jerusalemsberg 8. Die weiteren Außenstellen befinden sich unter den Anschriften Glashüttenweg 44-48 und Am Flugplatz 4, Gebäude 26.

## Übergeordnete Gerichte
Dem Amtsgericht übergeordnet ist das Landgericht Lübeck. Als Präsidialgericht ist es in seiner Verwaltung jedoch selbständig. Im weiteren Instanzenzug sind das Schleswig-Holsteinische Oberlandesgericht in Schleswig und der Bundesgerichtshof in Karlsruhe übergeordnet.

## Geschichte
Aufgrund der Reichsjustizgesetze wurden 1879 reichsweit einheitlich Amts-, Land- und Oberlandesgerichte gebildet. In der Freien Stadt Lübeck entstand als einziges Amtsgericht das Amtsgericht Lübeck, das dem Landgericht Lübeck und dem Oberlandesgericht Hamburg nachgeordnet war.
Mit dem Groß-Hamburg-Gesetz von 1937 wurde das Oberlandesgericht Kiel für das Amtsgericht Lübeck zuständig.

## Entscheidungen
Zu den Verfahren, mit denen das Amtsgericht erstinstanzlich befasst war, gehörte der so genannte Cannabis-Beschluss des Bundesverfassungsgerichts.

## Lübecker Praxis
In Verfahren des Sorge- und Umgangsrechts wendet das Gericht in Anlehnung an das Cochemer Modell die „Lübecker Praxis“ an, in der Jugendamt, Erziehungsberatungsstellen, Rechtsanwälte und Familienrichter kooperieren. Ziel ist das Wohl des Kindes und der Erhalt des Kontaktes zu beiden Elternteilen.

## Richter
- Martin Funk (1835–1922), seit 1882 Richter am Amtsgericht, 1896–1911 Oberamtsrichter
- August Leverkühn (1861–1927), seit 1890 Richter am Amtsgericht, 1908 Amtsgerichtsrat
- Peter Hartmann (1934–2023), Richter am Amtsgericht 1968–1999
- Ulrike Hillmann (* 1953), Vizepräsidentin 1997–2007